# La Purísima, Querétaro
La Purísima är en ort i Mexiko.   Den ligger i kommunen Querétaro och delstaten Querétaro Arteaga, i den centrala delen av landet, 180 km nordväst om huvudstaden Mexico City. La Purísima ligger 1 998 meter över havet och antalet invånare är 857.
Terrängen runt La Purísima är kuperad åt nordväst, men åt sydost är den platt. Runt La Purísima är det tätbefolkat, med 849 invånare per kvadratkilometer. Närmaste större samhälle är Santiago de Querétaro, 6,1 km sydväst om La Purísima. Runt La Purísima är det i huvudsak tätbebyggt.